# Claudio Generali
Claudio Generali (Lugano, 17 gennaio 1943 – Lugano, 19 maggio 2017) è stato un imprenditore svizzero.
Era vicepresidente della SRG SSR idée suisse, presidente del comitato del consiglio regionale della CORSI (Società Cooperativa per la Radiotelevisione nella Svizzera Italiana), e membro del Consiglio della Fondazione Internazionale Balzan "Fondo" e del Consiglio della Fondazione della compagnia aerea Swiss.

## Biografia
Laureato in economia, dal 1983 al 1989 è stato membro del Consiglio di Stato del Canton Ticino (Dipartimento delle finanze e dell'economia). È stato anche presidente del Consiglio di amministrazione della Banca del Gottardo a Lugano e membro del Consiglio di banca della Banca Nazionale Svizzera e presidente dell'Associazione delle banche estere in Svizzera.
Dal 2008 Presidente dell'Associazione Bancaria Ticinese.

## Attività culturali
- Membro del Consiglio della Fondazione Internazionale Balzan ("Fondo")
- Membro del Comitato di pilotaggio di INPUT 2007